# 三星Galaxy Mini 2
Samsung Galaxy Mini 2是韓國三星電子於2012年所推出的低階智慧型手機。是Samsung Galaxy Mini的第二代智慧型手機。